# Cantonul Cuisery
Cantonul Cuisery este un canton din arondismentul Louhans, departamentul Saône-et-Loire, regiunea Burgundia, Franța.

## Comune
- L'Abergement-de-Cuisery
- Brienne
- Cuisery (reședință)
- La Genête
- Huilly-sur-Seille
- Jouvençon
- Loisy
- Ormes
- Rancy
- Simandre